# Kawęczyn (gemeente)
De gemeente Kawęczyn is een landgemeente in het Poolse woiwodschap Groot-Polen, in powiat Turecki.
De zetel van de gemeente is in Kawęczyn.
Op 30 juni 2004 telde de gemeente 5313 inwoners.

## Oppervlakte gegevens
In 2002 bedroeg de totale oppervlakte van gemeente Kawęczyn 101,06 km², waarvan:
- agrarisch gebied: 81%
- bossen: 11%
- De gemeente beslaat 10,87% van de totale oppervlakte van de powiat.

## Demografie
Stand op 30 juni 2004:
| Omschrijving                   | Totaal | Totaal | Vrouwen | Vrouwen | Mannen | Mannen |
| ------------------------------ | ------ | ------ | ------- | ------- | ------ | ------ |
| eenheid                        | aantal | %      | aantal  | %       | aantal | %      |
| inwoners                       | 5313   | 100    | 2647    | 49,8    | 2666   | 50,2   |
| bevolkingsdichtheid (inw./km²) | 52,6   | 52,6   | 26,2    | 26,2    | 26,4   | 26,4   |

In 2002 bedroeg het gemiddelde inkomen per inwoner 1299,03 zł.

## Aangrenzende gemeenten
Ceków-Kolonia, Dobra, Goszczanów, Lisków, Malanów, Przykona, Turek